# Mordred

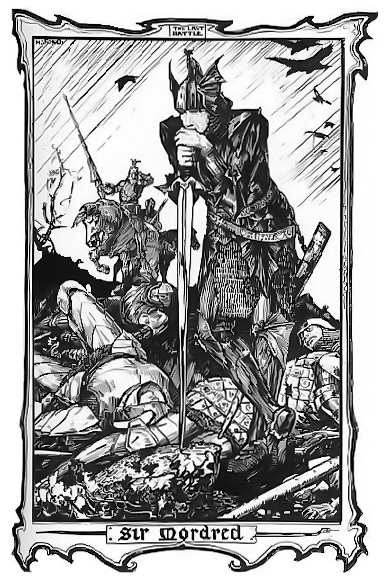
Sir Mordred

Sir Mordred – legendarny rycerz Okrągłego Stołu, jeden z bohaterów legend arturiańskich.
Był dzieckiem z kazirodczego związku króla Artura i jego przyrodniej siostry Morgany. We wcześniejszych źródłach był jednak synem innej przyrodniej siostry Artura – Anny-Morgause i jej męża króla Lota z Orkadów, bratem Sir Gawaina, Sir Agravaina, Sir Gaherisa i Sir Garetha. W jeszcze innych źródłach Mordred był uważany za brata króla Artura lub syna Nimue, czyli Pani Jeziora.
Słynął z ciętego języka i złośliwości. Gdy większość rycerzy Okrągłego Stołu udała się na poszukiwanie Graala, syn Artura zaczął spiskować przeciwko ojcu, aby przejąć władzę i poślubić Ginewrę. Jego postać zastąpiła tym samym postać Malaganta, który był głównym wrogiem Artura we wcześniejszych opowieściach.
Artur przeciwstawił się Mordredowi nad brzegiem jeziora, na którym znajdowała się wyspa Avalon – w bitwie pod Camlann Mordred zginął, lecz wcześniej śmiertelnie ranił ojca. Obecny przy tym Bedivere (lub Girflet) na prośbę umierającego Artura, wrzucił Excalibur do jeziora. Następca Artura na tronie – król Konstyntyn III musiał jeszcze walczyć z resztkami armii Mordreda pod wodzą jego dwóch synów – Melehana i Meloua.

## Wpływ postaci na kulturę współczesną
- Mordred jest jednym z bohaterów cyklu powieści oraz siostrzeńcem i synem Króla Artura w książce Mgły Avalonu autorstwa Marion Zimmer Bradley i miniserialu telewizyjnego nakręconego na ich podstawie.
- Mordred oraz inni bohaterowie legend arturiańskich (m.in. Lancelot, Ginewra, król Artur, Pani na Shalott, Pani Jeziora) występują w książce Liceum Avalon autorki Meg Cabot. Książka opowiada o prawdopodobnych reinkarnacjach tych postaci.
- Niemiecki zespół powermetalowy Blind Guardian skomponował utwór poświęcony sir Mordredowi. Znaleźć go można na albumie Imaginations from the Other Side.
- Inny niemiecki zespół speedmetalowy Grave Digger również skomponował utwór poświęcony sir Mordredowi. Znaleźć go można na albumie Excalibur, poświęconym Rycerzom Okrągłego Stołu.
- Mordred pojawia się również w książce "Kroniki Imaginarium Geographica". Jest tam czołowym przeciwnikiem głównych bohaterów i bratem ojca Artura.
- w Trylogii arturiańskiej Bernarda Cornwella (Zimowy Monarcha, Nieprzyjaciel Boga, Excalibur) Mordred jest wnukiem króla Uthera i bratankiem Artura. Zostaje królem jako niemowlę po śmierci Uthera. W cyklu tym Artur nie był królem, lecz przez czas dzieciństwa Mordreda i jego późniejszego uwięzienia faktycznie rządził Brytanią.
- Postać Mordreda pojawiła się w serialu Przygody Merlina – w pierwszym sezonie występuje jako mały druid, natomiast w piątym ratuje życie Arturowi i zostaje pasowany na rycerza Camelotu. Później jednak zdradza Artura i zadaje mu śmiertelny cios.
- Kanadyjska piosenkarka Heather Dale skomponowała poświęconą Mordredowi kołysankę Mordred's Lullaby.
- Mordred występuje również jako sługa Szermierz w anime z serii Fate studia Type-Moon, pt. "Fate: Apocrypha".